# 錫達鎮區 (密蘇里州布恩縣)
錫達鎮區（英語：Cedar Township）是位於美國密蘇里州布恩縣的一個行政鎮區。

## 地方資料
錫達鎮區的面積為153.07平方千米，當中陸地面積為149.01平方千米，而水域面積為4.06平方千米。根據2020年美國人口普查的數據，當地共有人口5298人，而人口密度為每平方千米34.61人。